# Česká rada dětí a mládeže
Česká rada dětí a mládeže (ČRDM) je organizace založená roku 1998. Zastupuje zájmy dětských a mládežnických organizací na území České republiky. Dnes sdružuje přes sto členských organizací (mezi nimi většinu organizací dětí a mládeže s celostátní působností), představujících kolem 230 000 individuálních členů. Členy ČRDM jsou jak organizace velmi malé i ty největší, včetně deseti krajských rad mládeže. Česká rada dětí a mládeže je dnes jediná a vskutku reprezentativní platforma, jež sdružuje a podporuje valnou většinu celostátních a zároveň i mnoho regionálních a místních organizací dětí a mládeže. Slovo „rada“, které je ústředním slovem jejího názvu, vystihuje obě funkce organizace, jejichž vyvážení je pro dlouhodobou stabilitu ČRDM stěžejní. Znamená jednak možnost diskutovat demokraticky uvnitř mládežnického hnutí jeho problémy a potřeby a tyto pak otevřeně komunikovat a zastupovat vůči orgánům státní správy (samosprávy) a politické reprezentaci, jednak rozvinutý odborný kredit, který je nabízen a ve velkém měřítku také využit ze strany rodičovské i odborné veřejnosti a partnerů napříč státním i neziskovým sektorem.

## Poslání
Posláním ČRDM je podporovat podmínky pro kvalitní život a všestranný rozvoj dětí a mladých lidí.
Své poslání naplňuje ČRDM tím, že podporuje mimoškolní výchovu a činnost svých členů, zejména snahu o vytváření právních, hospodářských, společenských a kulturních podmínek vhodných pro jejich činnost. ČRDM hájí zájmy svých členů vůči domácím i zahraničním orgánům, organizacím a institucím.

## Historie
V roce 1998 se rozhodlo osm velkých dětských organizací založit společný vrcholový orgán, který by byl důstojným partnerem vůči státní správě a politické reprezentaci na celostátní a krajské úrovni. Zakládající listina byla podepsána 7. července 1998.
Zakládajícími členy byli (v závorce jsou jména osob podepsaných na zakládající listině):
- Asociace křesťanských sdružení mládeže (Aleš Kratochvíl)
- Asociace turistických oddílů mládeže (Tomáš Novotný)
- Česká tábornická unie (Miroslav Mikeš)
- Junák – svaz skautů a skautek ČR (od 1. dubna 2015 Junák – český skaut, z. s.) (Iva Macková, podepsal Jiří Návrátil v zástupu)
- Pionýr (Martin Bělohlávek)
- Folklorní sdružení České republiky (Zdeněk Pšenica)
- Národní informační centrum mládeže (František Roun)
- YMCA v České republice (Jana Vohralíková)

Postupně se k ČRDM přidávaly další menší i větší organizace, takže v roce 2022 jich zde bylo 104. Těchto 104 organizací eviduje kolem 230 000 členů, jimiž jsou děti, mládež do věku 26 let a jejich vedoucí. V ČRDM mají zastoupení i krajské rady či samostatné kluby.
V čele dvanáctičlenného představenstva je Aleš Sedláček.

## Další zapojené kolektivní organizace
- Liga lesní moudrosti
- Royal Rangers v ČR
- Duha
- Hnutí Brontosaurus
- Klub Pathfinder

## Zaměření organizace
Smyslem ČRDM je reprezentovat potřeby mládeže na území České republiky v dialogu s orgány státní správy, zastupitelským orgánům (parlament), s zahraničními orgány a institucemi. Je také platformou, v níž se odehrává vzájemná diskuse zapojených organizací. Společným cílem je podporovat mimoškolní výchovu a aktivity dětí a mládeže.

## Sídlo rady
Od svého založení sídlí ČRDM na Praze 1 na Senovážném náměstí 977/24.

## Hlavní aktivity
ČRDM provozuje Zpravodajský a informační servis dětí a mládeže ADAM.cz a vydává zpravodaj o výchově a využití volného času dětí a mládeže ARCHA. Mezi další aktivity patří dobrovolnický projekt 72 Hodin, Evropské karty mládeže EYCA, projekt podpory rodin v tíživé finanční situaci Darujeme kroužky dětem, správa evropské databáze dat o mládeži Youth Wiki, koordinace Národní pracovní skupiny pro Strukturovaný dialog, program Mladých delegátů do OSN. ČRDM oceňuje zástupce veřejné správy a samosprávy a podnikatele působící na místní a krajské úrovni za podporu mimoškolní práce s dětmi a mládeží prostřednictvím Ceny ČRDM PŘÍSTAV. ČRDM pořádala Bambiriádu, což byla přehlídka aktivit sdružení dětí a mládeže v krajích a mnoha městech.